# Král ulice
Král ulice je československý film, romantické drama z roku 1935 v režii Miroslava Cikána. 
V hlavních rolích hrají Karel Hašler, Markéta Krausová a Helena Bušová. 

## Obsazení
- Karel Hašler jako Martin Antoni
- Markéta Krausová jako manželka Martina
- Helena Bušová jako Martinova dcera Helena
- Jára Kohout jako Jura
- Oldřich Vykypěl jako Jan Pokorný, houslista
- Sylva Langová jako Nanynka, sestra Pokorného
- Milada Smolíková jako Márinka Heinrichová, hospodyňka od Martina
- Bedřich Vrbský jako policejní inspektor
- Zdeněk Gina Hašler jako Robert Stanley